# اسب تروآ (فیلم)
«اسب تروآ» (انگلیسی: The Trojan Horse) یک فیلم است. از بازیگران آن می‌توان به استیو ریوز، نریو برناردی، و جان درو باریمور اشاره کرد.